# Francesco Capra
Francesco Capra (* 20. Mai 1762 in Lugano; † 8. September 1819 ebenda) war in Schweizer Anwalt, Politiker, Tessiner Grossrat und Gemeindepräsident von Lugano.

## Leben

### Familie
Francesco Capra entstammte einer alten Luganer Familie und war der Sohn von Fedele Capra und dessen Ehefrau Virginia (geb. Laghi).
Er war mit Regina (geb. Carli) verheiratet; hierdurch war er mit dem Politiker Angelo Maria Stoppani verschwägert.

### Politisches Wirken
Der Rechtsanwalt Francesco Capra war einer der Anführer der cisalpinischen Partei (siehe Cisalpinische Republik).
Während der Zeit der Helvetischen Republik war er von 1798 bis 1799 Mitglied des Kantonsgerichts des 1798 gegründeten Kanton Lugano und 1799, als Nachfolger für den abberufenen Giacomo Buonvicini (1751–1806), Statthalter.
Im neu gegründeten Kanton kam es zu heftigen Konflikten zwischen Cisalpinern, den sogenannten Patrioten, und Traditionalisten, den sogenannten Aristokraten. 1799 kam es zu einer Volkserhebung, weil die massiven Requisitionen und von Gewalt begleitete Besetzung durch die französischen Truppen und die Politik der Zentralregierung zur Unzufriedenheit der Bevölkerung führte. Vor allem führte die Beschlagnahmung der Klostergüter, die Einführung einer direkten Steuer, der obligatorische Militärdienst, die Amnestie zugunsten der Cisalpiner und ein Gemeindegesetz, das die seit Jahrhunderten bestehende Autonomie der Gemeinden beschnitt, zu heftigem Missmut. Während der antifranzösischen Tumulte vom 18. bis 19. April 1799 in Lugano wurde die Druckerei Angelli geplündert und mehrere Cisalpiner, unter anderem der Priester Giuseppe Vanelli (1736–1799) getötet.
Francesco Capra, dessen Haus geplündert wurde, floh, und eine provisorische, österreichfreundliche Regierung übernahm die Macht.
Von 1803 bis 1808 sowie von 1813 bis 1815 war er Abgeordneter im Tessiner Grossen Rat; in dieser Zeit war er von 1803 bis 1813 der erste Stadtpräsident von Lugano. 
Nachdem italienische Truppen Ende Oktober 1810 den Kanton Tessin besetzt hatten, trat er für die Einverleibung der südlichen Teile des Kantons in das Königreich Italien ein.